# Anna Heinämaa
Anna Heinämaa, née le 12 décembre 1961 à Helsinki (Finlande), est une écrivaine, sculptrice, peintre et scénariste finlandaise.

## Biographie

### Formation
- Université d'Helsinki (1989)

## Filmographie

### Au cinéma
- 2015 : Le Maître d'escrime (Miekkailija) de Klaus Härö
- 2017 : Suomen kuningas de Klaus Härö (en pré-production)
- 2018 : Tumma Kristus (en développement)

## Récompenses et distinctions
- 1991 : Prix national de littérature pour Iira